# Gioacchino Maglioni (1891-1966)
Gioacchino Maglioni (Firenze, 19 marzo 1891 – Firenze, 22 marzo 1966) è stato un compositore e violinista italiano.

## Biografia
Nipote di Gioacchino Maglioni. Studiò a Firenze, con Luigi Bicchierai (che fu allievo del nonno), e a Bruxelles, dove apprese violino con César Thomson e composizione con François-Auguste Gevaert. Formò un duo con Mario Castelnuovo-Tedesco e fu attivo come concertista in Italia e all'estero. Insegnò violino a Ferrara, Arezzo, Palermo e Firenze. Tra i suoi allievi Sylvano Bussotti, Piero Bellugi e Piero Farulli. Farulli lo descrive come una persona molto colta ma dice che come insegnante era tremendamente noioso: faceva fare «solo tecnica e scale, in maniera pedante.» Curò per Ricordi alcune edizioni di musica violinistica (per esempio delle variazioni Non più mesta di Paganini nell'edizione Ricordi di lastra E.R. 554, del concerto BWV 1041 di Bach nell'edizione Ricordi E.R. 531 del 1954, del duetto per violini op. 8 di Pleyel in edizione del 1954, e di alcune sonate di Händel nel 1953), un'antologia violinistica (lastra E.R. 2651 del 1962), e trascrisse per violino composizioni del collega Vito Frazzi. Scrisse alcuni articoli di critica musicale sulle riviste «Il pianoforte», «La critica musicale», «La fiera letteraria» e «La rassegna musicale». Compose balletti, diversa musica per violino, alcuni pezzi per pianoforte e cicli di liriche. La sua biblioteca musicale, con oltre 200 edizioni (databili dalla seconda metà dell'800 agli anni '50 del '900) di un vasto repertorio violinistico, è stata donata dagli eredi all'Istituto Mascagni di Livorno. Nel Fondo Farulli della Scuola di Musica di Fiesole ci sono diversi manoscritti di musiche di Maglioni che Farulli copiò di suo pugno (o riprodusse in ciclostile dall'originale) o autografe di Maglioni lasciate in dono all'allievo: si tratta di pezzi cameristici violino e pianoforte, o viola e pianoforte, terzetti per violino e due viole, duetti violino e viola, ed esercizi (autografi di Farulli datati 1936 col titolo Studi del maestro Maglioni).
È sepolto nel Cimitero Monumentale della Misericordia dell'Antella, Comune di Bagno a Ripoli, provincia di Firenze.